# رهایی (فیلم ۱۹۱۹)
رهایی (ایتالیایی: Redenzione) یک فیلم صامت درام ایتالیایی به کارگردانی کارمینه گالونه است که در سال ۱۹۱۹ منتشر شد. از بازیگران آن می‌توان به دیانا کارن و ایلیزا سِـوِری اشاره کرد.